# 蘇丹球麗魚
蘇丹球麗魚，為輻鰭魚綱鱸形目隆頭魚亞目慈鯛科的其中一種，分布於非洲尼日河中游流域，體長可達20公分，棲息在底中層水域，以無脊椎動物、植物、藻類為食，生活習性不明。

## 擴展閱讀
維基物種上的相關：蘇丹球麗魚